# داشلی سفلی
داشلی سفلی، روستایی است از توابع بخش مرکزی شهرستان گنبد کاووس در استان گلستان ایران.

## جمعیت
این روستا در دهستان سلطانعلی قرار داشته و براساس سرشماری سال ۱۳۸۵جمعیت آن ۲۹۰نفر (۶۰خانوار) بوده‌است.
مردم ان روستا به کار دامداری و کشاورزی مشغول می‌باشند.